# Hypopyra grandimacula
Hypopyra grandimacula là một loài bướm đêm trong họ Erebidae.